# Begonia × clementinae
Begonia × clementinae es una especie de planta perenne perteneciente a la familia Begoniaceae. 
Es un híbrido compuesto por Begonia diadema Linden ex Rodigas × Begonia rex Putz.

## Taxonomía
Begonia × clementinae fue descrita por Putz. y publicado en L'illustration horticole 35: 11. 1889.
Etimología
Begonia: nombre genérico, acuñado por Charles Plumier, un referente francés en botánica, honra a Michel Bégon, un gobernador de la excolonia francesa de Haití, y fue adoptado por Linneo.
clementinae: epíteto